# Omicidi tra i fiordi - I gialli di Camilla Läckberg
Omicidi tra i fiordi - I gialli di Camilla Läckberg o più semplicemente Omicidi tra i fiordi (Fjällbackamorden) è una serie televisiva svedese prodotta dal 2012 da Tre Vänner Produktion ed ispirata ai romanzi di Camilla Läckberg. Protagonisti della serie sono Claudia Galli Concha e Richard Ulfsäter.
La serie è composta da un'unica stagione da 6 episodi in formato di film TV.
In Svezia, la serie è stata trasmessa in prima visione dall'emittente SVT1 a partire dal 26 dicembre 2012. In Italia, la serie è stata trasmessa in prima visione da La EFFE (quando il canale trasmetteva in chiaro sul digitale terrestre) e da Giallo a partire dal 26 gennaio 2014.

## Trama
Protagonista della serie è Erika Falck, una scrittrice che vive assieme al marito, l'agente di polizia Patrick Hedström, alla figlia Maja, e i gemelli Anton e Noel, nel villaggio di pescatori di Fjällbacka e che aiuta il marito a risolvere i vari casi di omicidio che sconvolgono la piccola comunità.

## Personaggi e interpreti
- Erica, interpretata da Claudia Galli
- Patrik, interpretato da Richard Ulfsäter
- Paula, interpretata da Pamela Cortes Bruna
- Mellberg, interpretato da Lennart Jähkel
- Annika, interpretata da Ann Westin
- Anton, interpretato da Lukas Brodén
- Noel, interpretato da Simon Brodén
- Maja, interpretata da Ellen Stenman Göransson

## Episodi
- Omicidi tra i fiordi: L'occhio dello spettatore (Fjällbackamorden: I betraktarens öga)
- Omicidi tra i fiordi: Amici per la vita (Fjällbackamorden: Vänner för livet)
- Omicidi tra i fiordi - Il bambino segreto (Fjällbackamorden: Tyskungen)
- Omicidi tra i fiordi: Il mare prende, il mare dà (Fjällbackamorden: Havet ger, havet tar)
- Omicidi tra i fiordi: Il cavaliere della spiaggia (Fjällbackamorden: Strandridaren)
- Omicidi tra i fiordi - La regina della luce (Fjällbackamorden: Ljusets drottning)